# Stoßpudel

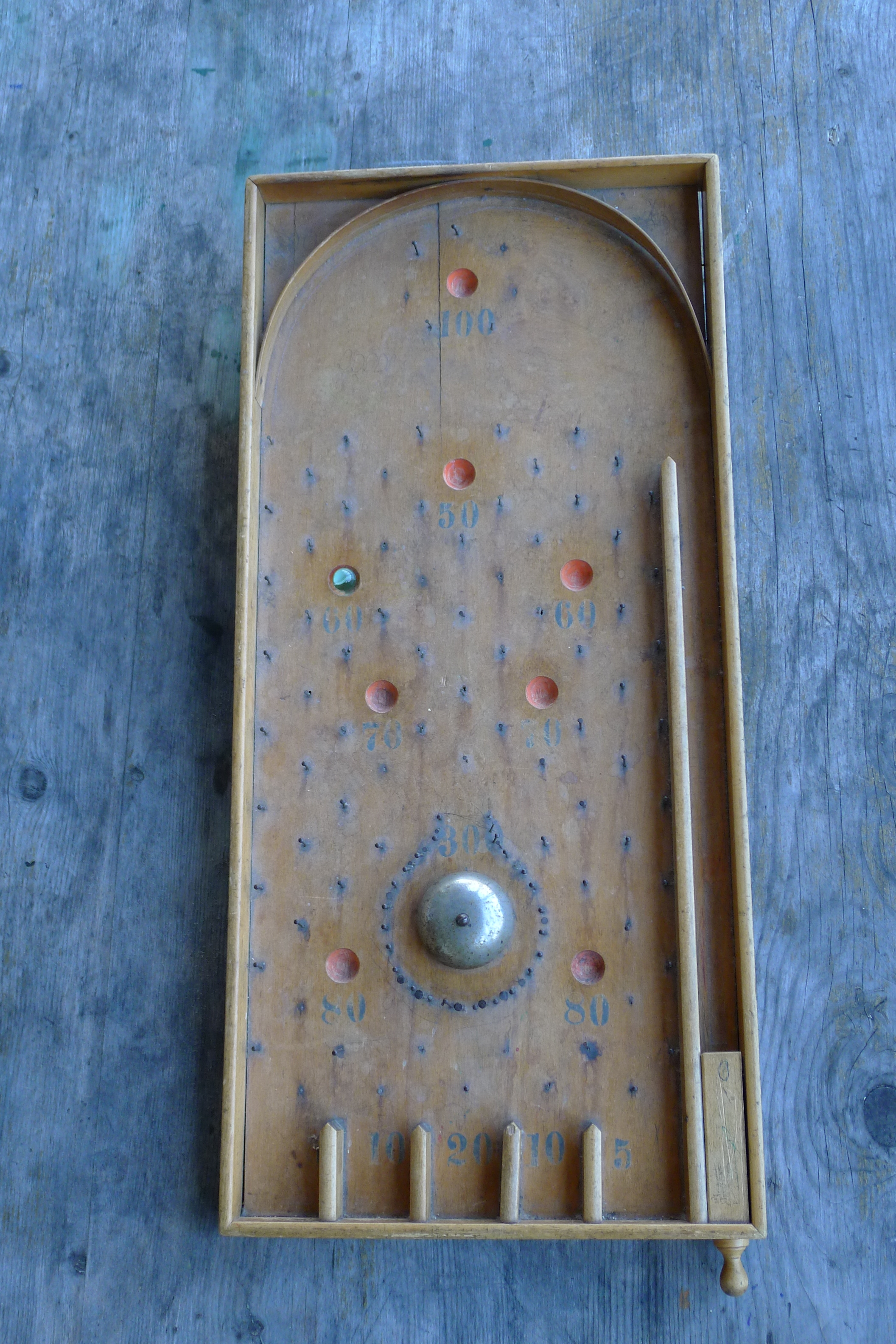
Stoßpudel; Modell um 1920

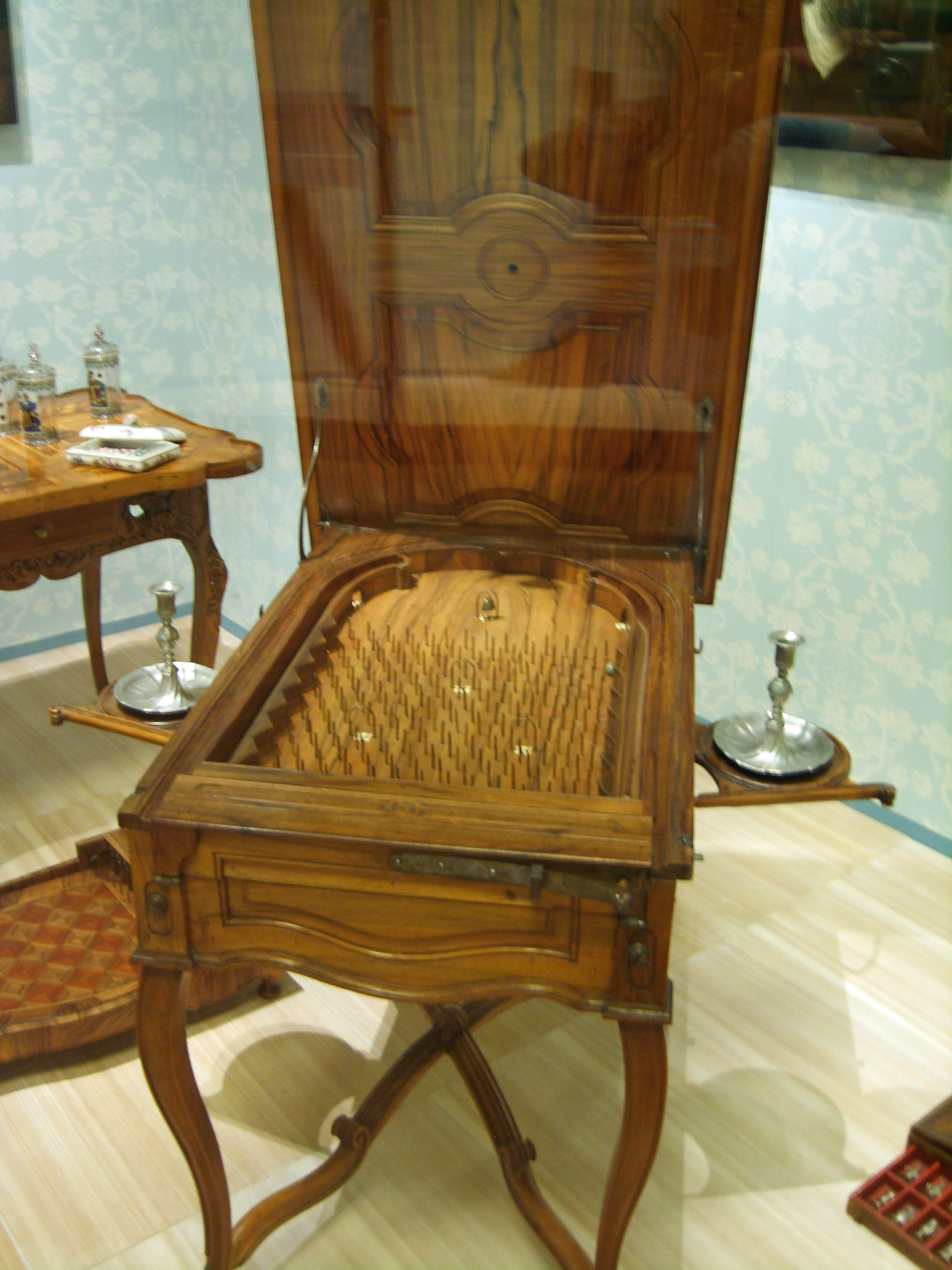
Billard Japonais, Süddeutschland/Elsass 1750/70

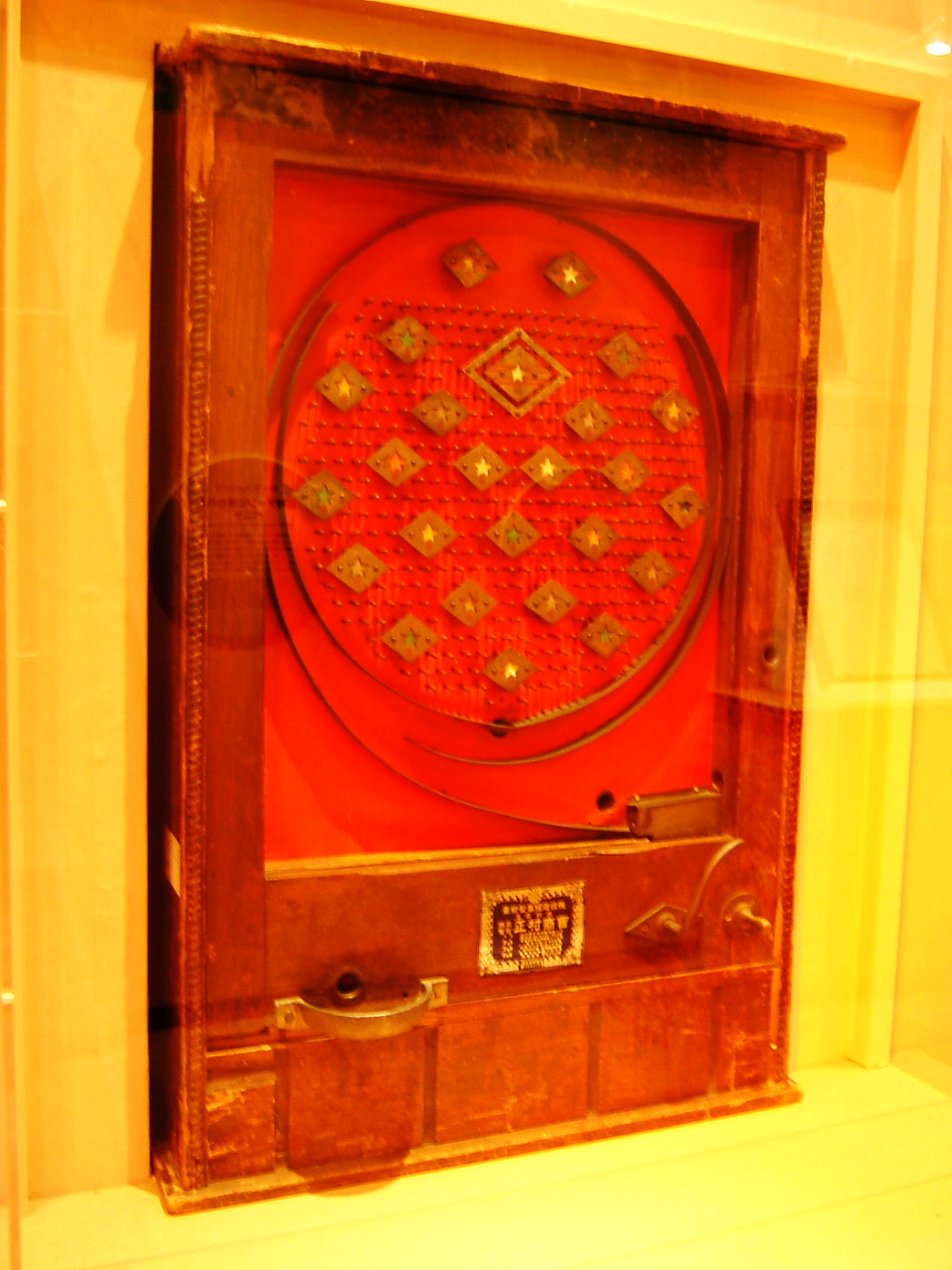
Historischer Pachinko-Automat

Stoßpudel ist ein Holzspiel, bei dem eine in ein geneigtes Spielfeld geschossene Kugel in Gruben fällt oder in abgegrenzte Felder rollt. Je Stoß kann eine unterschiedlich hohe Punkteanzahl erzielt werden. Ein Bayrisches Wörterbuch von 1834 beschreibt den Begriff als „tragbare Kegelbahn, ungefähr nach Art einer Billardtafel, auf welcher eine elfenbeinene Kugel mit einem Stock gestoßen wird.“.

## Grundlegender Aufbau
Die Stoßpudel besteht aus einem geneigten und umrahmten Holzbrett, bei der – ähnlich wie bei einem Flipper – eine kleine Stahl- oder Glaskugel von rechts unten mittels Federstössel in das Spielfeld geschossen wird. Der Spieler kann die Kraft selbst regeln, indem er den Federstössel eine bestimmte Distanz zurückzieht und somit die Spannkraft der Zugfeder verändert. Die ins Spielfeld geschossene Kugel rollt nun auf der abschüssigen Holzfläche nach unten und wird dabei von regelmäßig im Holzbrett eingeschlagenen kleinen Eisennägeln abgelenkt. Die Kugel kann in einer von mehreren kleinen Gruben aufgefangen werden oder rollt am Spielfeld bis nach unten und in eines der abgegrenzten Felder.
Jede Grube ist mit einem Zahlenwert versehen. Die höchste Punktezahl wird erreicht, wenn die Kugel in den in der Mitte des Spielfeldes platzierten Nagelkreis rollt. Dabei ertönt die in der Mitte des Nagelkreises montierte Klingel. Die Felder am unteren Rand des Spielfeldes zählen deutlich niedrigere Punkte als jene der Gruben.

## Spielablauf
Durch Dosieren der Spannkraft des Federstössels kann der Spieler versuchen, die Kugel in eine der Gruben oder in den Nagelkreis mit Klingel zu steuern. Darüber hinaus verfügt der Spieler über keine Einflussmöglichkeiten, den Bahnverlauf der Kugel zu steuern. Das Stoßen oder Anheben des Spielbrettes nach Abschuss der Kugel ist nicht gestattet.
Die einzelnen Mitspieler kommen abwechselnd an die Reihe. Die erzielte Punkteanzahl für einen Kugelstoß wird notiert. Falls die Kugel aufgrund zu geringer Zugkraft wieder zurück in den Abschusskanal rollt, darf der Spieler den Kugelstoß wiederholen. Gelingt es nach insgesamt drei Versuchen nicht, die Kugel ins Spielfeld zu schießen, erhält der Spieler keine Punkte und es kommt der nächste Spieler an die Reihe.
Gewinner ist jener Spieler, der nach einer zuvor festgelegten Anzahl an Spielrunden die höchste Gesamtpunkteanzahl erreicht.

## Entstehung
Die Stoßpudel gehört zur Gruppe der so genannten Bagatell- oder Pinballspiele, welche zu den Vorläufern der heutigen Flipperautomaten zählen. So bezeichnet der Ausdruck „Pinball“ ein mit Nägeln beschlagenes Brett, worauf eine oder mehrere Kugeln ihren Weg finden. Diese Spiele gab es schon seit dem 19. Jahrhundert.
Das Stoßpudel-Spiel gehörte z. B. zur Spiele-Ausstattung in österreichischen Internaten um 1920.
Dies scheint insofern verwunderlich, als das Stoßpudelspiel in Österreich zu den verbotenen Spielen (vgl. Liste verbotener Spiele des k.u.k. Justizministeriums) zählte – man wollte damals ganz allgemein das Spiel um Geld (sowohl bei Glücksspielen als eben auch bei Geschicklichkeitsspielen) unterbinden, nicht aber das Spiel an sich.
Weiters weist das Stoßpudel-Spiel Ähnlichkeiten mit dem in Japan beliebten Pachinko-Spiel auf.